# Хасанкейф
Хасанкейф (тур. Hasankeyf) — місто і район у провінції Батман (Туреччина), розташоване на річці Тигр. Основне населення міста — курди.

## Історія
Перші поселення в околицях міста з'явились ще у стародавні часи. За часів римського панування там було збудовано фортецю Кефе, навколо якої зросло місто. 640 року місто захопили араби, а до того воно належало візантійцям. Араби назвали його Хісн Кайфа. У XII столітті місто захопили Артукіди, які зробили його своєю столицею. 1232 року місто перейшло під владу Аюбідів (вони правили Хісн Кайфою до 1525), які збудували там багато мечетей, зробивши його центром ісламу.
1260 року місто зруйнували монголи, але воно поступово відродилось. Пізніше там було збудовано літні резиденції емірів Ак-Коюнлу. 1534 року, під час війни з Іраном, Сулейман I захопив Хасанкейф та включил його до складу Османської імперії.

## Пам'ятки

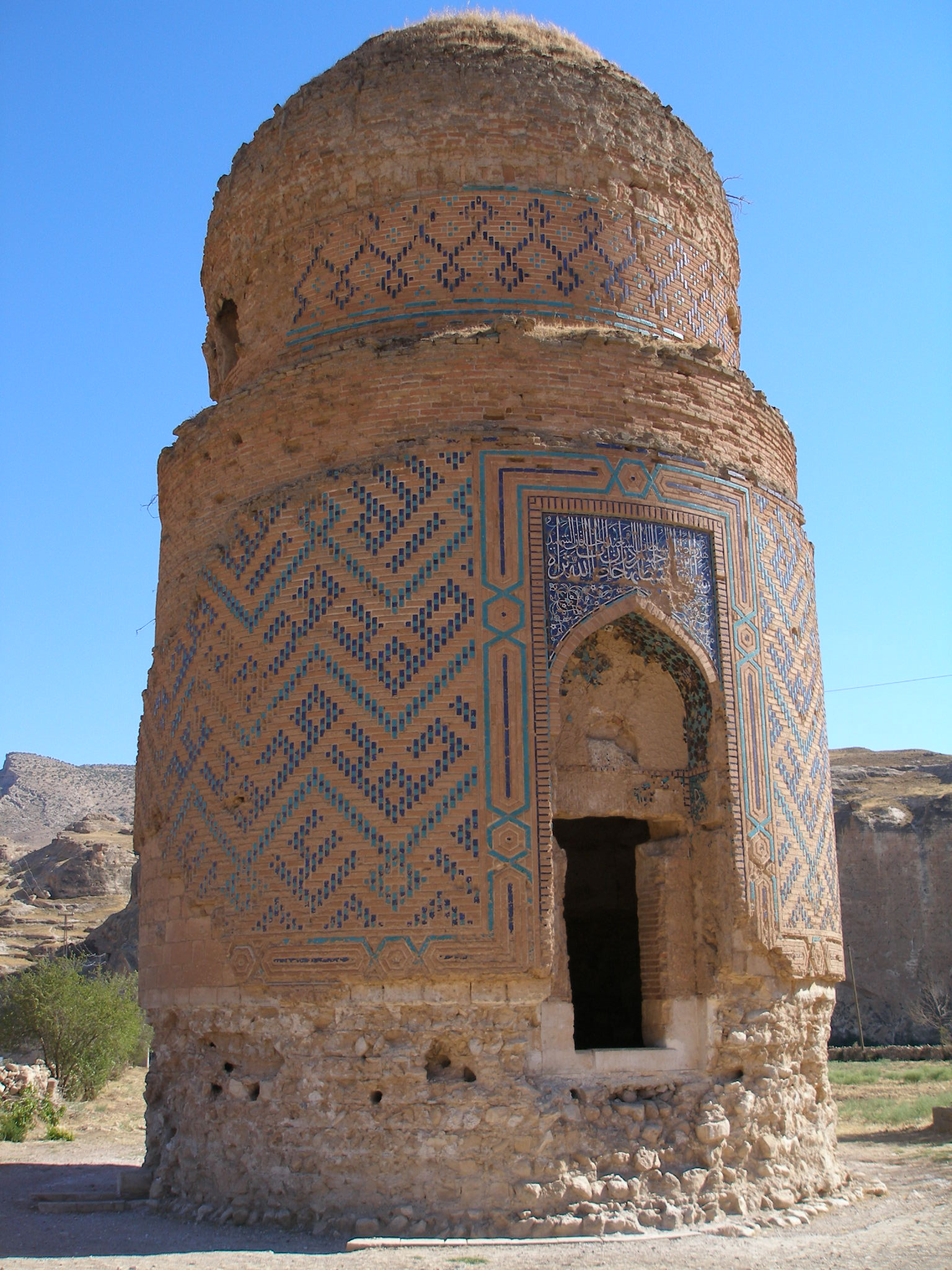
Мавзолей Зейнел-бея, сина султана Узун-Гасана з династії Ак-Коюнлу

Хасанкейф має стародавню історію. Дотепер збереглись тисячі печер у скелях, що оточують місто. Багато з тих печер мають багаторівневу структуру. Окрім того, у скелях висікались церкви й мечеті, деякі з них збереглись до нашого часу. Також у районі Хасанкейфа розташовані численні старовинні цвинтарі.
До основних пам'яток міста належать:
- Старий міст через річку Тигр — збудований 1116 року артукідським султаном Фареттіном Карасланом на місці більш старого мосту.
- Цитадель — розташована на висоті близько 100 м над Тигром. Упродовж століть цитадель використовувалась як житло для місцевого населення.
- Малий палац — був збудований Аюбідами.
- Велика мечеть — нині не відомо, ким і коли було збудовано мечеть. Тим не менше, більшість дослідників вважають, що вона належить до часів панування Аюбідів. Мечеть добудовувалась у 1327, 1394 та 1396 роках.
- Великий палац — палац Артукідів; займає площу 2 350 м².
- Мечеть Ель-Різк — збудована 1409 року аюбідським султаном Сулейманом на березі рчки Тигр.
- Мечеть Сулеймана — також збудована султаном Сулейманом, утім була зруйнована. Від неї залишився тільки мінарет.
- Мечеть Кок — розташована на схід від мечеті Сулеймана, також була збудована Аюбідами.
- Мечеть Кізляр — розташована на схід від мечеті Кок, також належить до аюбідського періоду.
- Могила імама Абдалли — кубічна могила, розташована на захід від нового мосту через Тигр. Абдалла був онуком Кафер-і Таяра, дядька пророка Магомета. Могила датується XIV століттям
- Мавзолей Зейнел-бея — розташований на березі Тигра.